# 李広 (北斉)
李 広（李廣、り こう、生没年不詳）は、北魏末から北斉にかけての官僚・文人。字は弘基。本貫は范陽郡。

## 経歴
広く書物を渉猟し、才知に優れ、文章や議論が美しかった。若くして趙郡の李騫と並び称され、邢卲や魏収に次ぐ名声があった。その喋りは訥弁であったが、行動は敏捷であった。孝昌年間、北魏の安豊王元延明が徐州に駐屯すると、李広はその下で長流参軍を代行した。盪寇将軍を初任とした。爾朱仲遠により大将軍記室として召し出され、諫議大夫の位を加えられた。荊州行台の辛纂の下で行台郎中となり、ほどなく車騎府録事参軍となった。武定初年、御史中尉の崔暹が御史を人選すると、みな家柄によって選ばれたが、ひとり李広は才学によって御史と修国史を兼ねた。御史台の上奏文の多くは、李広の筆によるものであった。平陽公高淹が召し出されて御史中尉となると、李広は侍御史に転じた。武定7年（549年）、高洋が高澄の後を嗣ぐと、李広は掌書記に任命された。
天保元年（550年）、北斉が建国されると、李広は中書郎とされるところだったが、病が重篤だったため取りやめられた。病のため積年立ち上がれず、資産を失い、薬石も続けられなくなった。闘病の末に没した。かつて李広が畢義雲を崔暹に推薦したことがあったことから、李広の死後に畢義雲がその文筆10巻（7巻ともいう）を集めて魏収に序文を作ってもらった。李広の族人の李子道もまた文章で知られた。

## 伝記資料
- 『北斉書』巻45 列伝第37 文苑
- 『北史』巻83 列伝第71 文苑